# Lepidodactylus manni
Lepidodactylus manni este o specie de șopârle din genul Lepidodactylus, familia Gekkonidae, descrisă de Werner Theodor Schmidt în anul 1923. Conform Catalogue of Life specia Lepidodactylus manni nu are subspecii cunoscute.